# Sebring (Ohio)
Sebring es una villa ubicada en el condado de Mahoning en el estado estadounidense de Ohio. En el Censo de 2010 tenía una población de 4420 habitantes y una densidad poblacional de 679,37 personas por km².

## Geografía
Sebring se encuentra ubicada en las coordenadas 40°55′12″N 81°1′31″O / 40.92000, -81.02528. Según la Oficina del Censo de los Estados Unidos, Sebring tiene una superficie total de 6.51 km², de la cual 6.46 km² corresponden a tierra firme y (0.64%) 0.04 km² es agua.

## Demografía
Según el censo de 2010, había 4420 personas residiendo en Sebring. La densidad de población era de 679,37 hab./km². De los 4420 habitantes, Sebring estaba compuesto por el 97.81% blancos, el 0.25% eran afroamericanos, el 0.11% eran amerindios, el 0.25% eran asiáticos, el 0% eran isleños del Pacífico, el 0.36% eran de otras razas y el 1.22% pertenecían a dos o más razas. Del total de la población el 0.75% eran hispanos o latinos de cualquier raza.